# Les Illustres Françaises

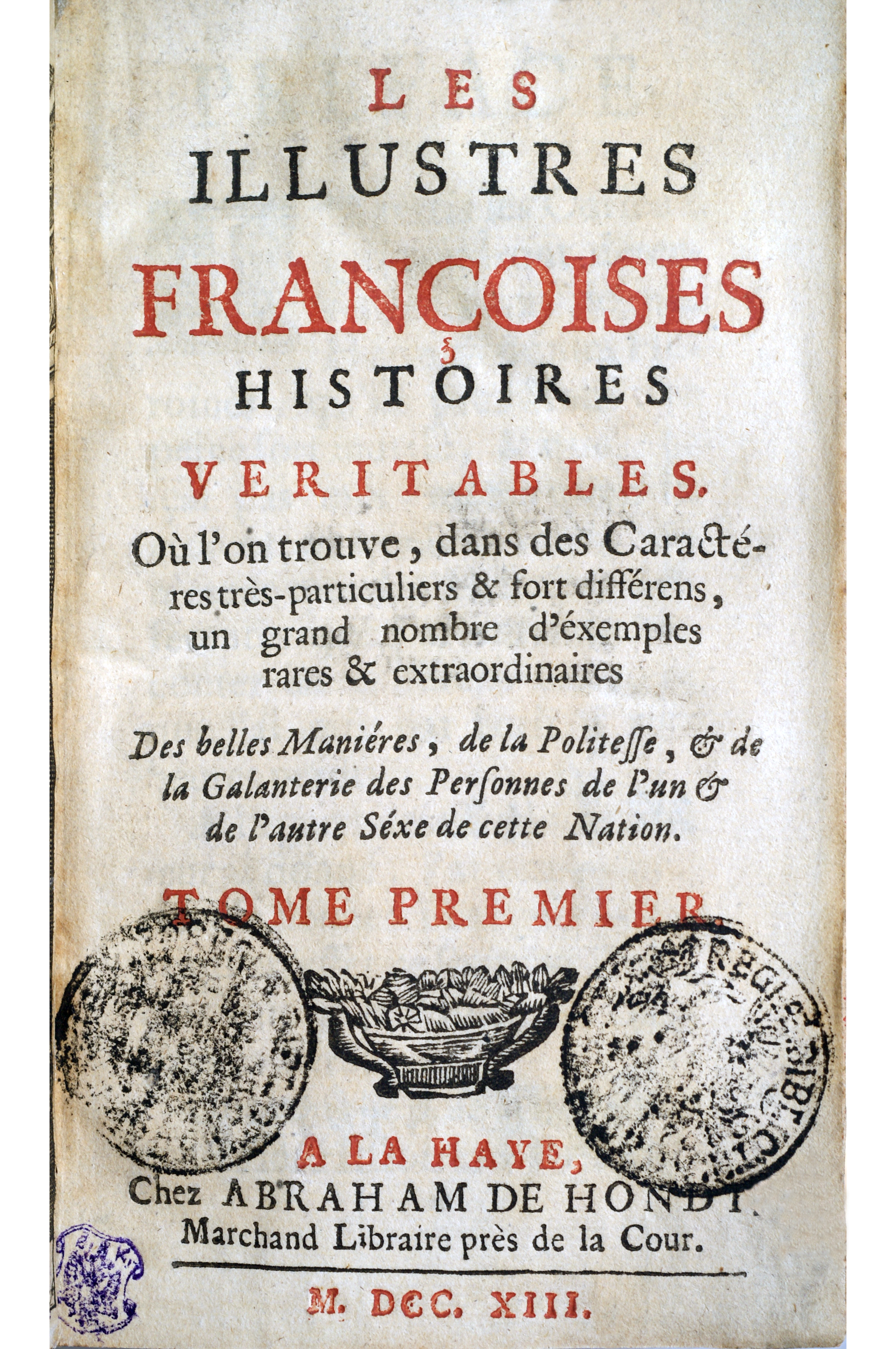
Robert Challe, Les Illustres Françaises, La Haye, Abraham de Hondt, 1713.

Les Illustres Françaises est un roman de Robert Challe, paru de façon anonyme à La Haye chez Abraham de Hondt  en 1713. Quatorze éditions, hollandaises et parisiennes, jusqu'en 1780 et des traductions étonnamment précoces, en anglais (1727), allemand (1728), néerlandais (1730, 1738, 1748) attestent son immense succès. 
Selon Geneviève Artigas Menant, .
Insérées dans une histoire cadre, ces histoires sont racontées à un public d'amis qui se connaissent de longue date par quatre narrateurs différents, Des Ronais, Terny, Des Frans et enfin Dupuis. Une des inventions originales de Robert Challe par rapport  au Décaméron de Boccace ou à L'Heptaméron de Marguerite de Navarre consiste à faire raconter la même histoire par différents personnages et à montrer que ces versions sont inconciliables : la vérité n'est donc pas une donnée issue de la réalité, mais le résultat d'une construction mentale. Une autre originalité du roman par rapport aux romans contemporains réside dans le fait que les devisants parlent tous à la première personne et sont donc à la fois narrateurs et acteurs des histoires.
Roman réaliste libertin, Les Illustres Françaises jouent un rôle essentiel dans l'histoire des influences croisées entre le roman français et le roman anglais d'un siècle qui a connu le triomphe du genre romanesque, de Richardson et Prévost à Diderot et Sade.

## Résumé des histoires
- L’histoire de M. des Ronais et de Mlle Dupuis raconte les amours contrariées de Des Ronais et de Manon Dupuis. C'est Des Ronais lui-même qui raconte son histoire. Après avoir rencontré Manon chez Mme de Londé, Des Ronais entame une relation amoureuse avec la jeune femme. Il trace du père de Manon un portrait révoltant. Après s'être réjoui publiquement de la mort de son épouse dont il mettait en question, sans raison, la fidélité, ce dernier explique sans détours qu'il ne s'oppose pas au mariage de sa fille Manon, mais qu'il a besoin d'être servi par elle jusqu'à sa mort. Des Ronais aura tout le temps de l'épouser lorsqu'il ne sera plus là. La relation des deux jeunes gens ne peut donc se conclure par un mariage. Le père Dupuis s’oppose farouchement à leur union, par égoïsme. Quelques mois plus tard, le décès du père de Manon permet à Des Ronais d'envisager de pouvoir épouser celle qu'il aime ; mais une lettre qu'il ouvre par hasard, lui apprend l’existence d’un rival, un certain Gauthier, qu’il part rechercher en province. Furieux de l’infidélité "manifeste" de Manon, il refuse de la revoir et refuse toute tentative d'explication de sa part.
- L’histoire de M. de Contamine et d’Angélique: Des Ronais raconte l'histoire d'une ascension sociale fabuleuse. Angélique est employée chez une amie de M. de Contamine. Celui-ci tombe amoureux d’elle et tente de nouer une relation avec elle. Angélique refuse tout ce qui pourrait la perdre de réputation, mais accepte les cadeaux de son amant. Elle rencontre son ancienne maîtresse qui l'insulte publiquement en la croyant une fille perdue. L'esclandre pousse Angélique à mettre Contamine devant un dilemme: rompre avec elle ou l'épouser publiquement. Contamine avoue tout à sa mère que l'amour de son fils et la bonne éducation d'Angélique amènent "à passer sur le bien", c'est-à-dire à accepter cette mésalliance.
- L’histoire de M. de Terny et de Mlle de Bernay rappelle par son ton Les Lettres portugaises de Guilleragues. Mlle de Bernay est une jeune aristocrate que ses parents destinent au couvent. Terny, amoureux d’elle, essaye vainement d’obtenir sa main. Le père de Clémence de Bernay s’oppose à leur union, sa cupidité l’emportant sur la raison et les sentiments. Après de nombreuses péripéties, les deux amants arrivent à mystifier le père Bernay, en déclarant ouvertement leur amour lors de la cérémonie au cours de laquelle Clémence devrait prononcer ses vœux de religieuse. Terny rapporte  lui-même son histoire et revient in fine sur la matière de la première nouvelle : il explique comment Manon Dupuis recevait les lettres que Terny adressait en secret, sous le nom de Gauthier, à Mlle de Bernay : cette révélation devrait justifier Manon Dupuis aux yeux de des Ronais puisqu'elle servait de "boîte postale" à son amie. Cette péripétie illustre un aspect du roman : "Les apparences trompeuses".
- L’histoire de M. de Jussy et de Mlle Fenouil est racontée par Des Frans. Jussy et Babet Fenouil sympathisent grâce à leur goût commun pour la musique. Leur relation passe inaperçue jusqu’à ce que Babet Fenouil découvre qu'elle est enceinte. Les amants décident de s’enfuir, mais sont vite rattrapés par la justice. Jussy est condamné à un bannissement de six ans. Après ce ban, il rentre en France incognito et régularise sa liaison avec Babet Fenouil par un mariage secret, ce qui légitime de facto l'enfant qu'ils ont eu ensemble. Au cours d’un dîner festif, les jeunes gens révèlent de façon théâtrale leur récente union aux tuteurs de Mlle Fenouil, fous de rage.
- L’histoire de M. des Prez et de Mlle de l’Épine est une histoire tragique, rapportée par Dupuis. Des Prez rencontre Marie-Madeleine de l’Épine dans une salle d’audience, alors que la mère de la jeune femme se trouve engagée dans un interminable procès dont l'issue dépend d'un magistrat qui se trouve être le père de Des Prez. Les parents respectifs des jeunes gens s’opposent pour des raisons différentes à leur union. Des Prez est obligé de ruser pour rencontrer Marie-Madeleine, qu’il épouse secrètement. La jeune fille tombe enceinte et ne peut dissimuler sa grossesse à sa mère. De son côté, le père de Des Prez apprend la relation que son fils entretient avec Marie-Madeleine. Les parents des amants sont furieux. Le père de Des Prez le fait interner à Saint-Lazare tandis que la mère de  Marie-Madeleine fait transporter sa fille agonisante à l'Hôtel-Dieu où elle meurt au milieu des prostituées de Paris.
- L’histoire de Des Frans et de Sylvie donne la version faite par Des Frans d’une histoire d’amour malheureuse entre lui et une jeune fille mystérieuse : Silvie. Dans la cathédrale Notre-Dame, Des Frans est amené à baptiser avec une inconnue un enfant trouvé. Des Frans est séduit par Silvie. Les jeunes gens deviennent amants. Des Frans enquête alors sur l’origine de Silvie. Comme elle est elle-même une enfant trouvée, elle ne peut révéler qui est son père, et elle est amenée à lui mentir. Après de longues recherches, Des Frans finit par découvrir sa situation et son identité : il l’épouse malgré l'opposition de sa mère. Mais au retour d'un voyage à Rome, il surprend Silvie dans les bras de son meilleur ami, Gallouin. Ce qu'il prend pour une infidélité de Silvie le pousse à séquestrer la jeune femme qui, désespérée, se laisse mourir.
- L’histoire de Dupuis et de Mme de Londé est une histoire radicalement différente des précédentes. Il s'agit d'un récit de formation qui couvre une période plus longue. Dupuis rapporte les étapes de sa vie dans laquelle interviennent différentes femmes. Il raconte également plusieurs histoires brutales et plaisantes qui peignent la vie quotidienne dans le Paris de Louis XIV. Le côté libertin du récit est indéniable. Dupuis, raconte en effet l’apprentissage progressif qu’il fait de l’amour, avant de rencontrer la femme auprès de laquelle il est censé se ranger.      Au cours de sa confession, Dupuis rapporte la version que lui a confiée Gallouin, l'ami de Des Frans, de ce qui s'est passé entre lui et Silvie. Ce que Des Frans a pris pour une infidélité était une dramatique erreur d'interprétation, une illustration du danger des "apparences trompeuses" : Des Frans a bien vu, mais a mal interprété le témoignage de ses yeux. Il a donc puni irréparablement Silvie, qui était déjà la victime de Gallouin.
- L’histoire cadre permet de faire entrer en résonance les différentes histoires, et de confronter les opinions divergentes des différents narrateurs. Les auditeurs se font de plus en plus nombreux, et presque la totalité des acteurs des histoires racontées se retrouvent au cours de ces conversations au cours desquelles ils racontent à la personne "je" les histoires dont ils sont les acteurs ou les témoins -- ce qui renforce l'aspect oral de l'ensemble du roman qui préfigure "Jacques le Fataliste". L’histoire cadre permet aussi de modifier la perception que le lecteur peut avoir de certains récits (comme de l’histoire de Des Frans et de Silvie, ou celle de M. des Ronais et de Mlle Dupuis), ou de certains personnages (Silvie, Manon Dupuis).

## Adaptations
Landois fit jouer Silvie le 17 août 1741 : il la fit publier par Prault fils en 1742; réédition fac-similé par la société des amis de Robert Challe (1998).
En 1756, Collé tira aussi le sujet de La Veuve de la septième histoire; réédition Michèle Weil éd., Montpellier, Espace 34, 1991. 
Le 5 avril 1759, Collé porta à la scène le sujet de la première nouvelle sous le titre de Dupuis et Des Ronais, comédie en vers libres et en trois actes, qui parut ensuite avec beaucoup de succès sur le théâtre de la Comédie-Française (édition Paris, Duchesne, 1763): réédition fac-similé par la Société des amis de Robert Challe (1996)

## Continuations
Le roman recueillit un tel succès que des Histoires supplémentaires vinrent s'adjoindre au roman original. En 1722, l’Histoire de Monsieur le comte de Vallebois et de Mademoiselle Charlotte de Pontais son épouse ; en 1723 l’Histoire de Monsieur de Bréville et de Mademoiselle de Beaumont ; en 1725 l’Histoire du comte de Livry et de Mademoiselle de Mancigni et l’Histoire de Monsieur de Salvagne et de Madame de Villiers. Ces histoires reprennent les thèmes des nouvelles originales, mais leur développement retrouve les stéréotypes du roman galant de l'époque, ce que Challe évitait soigneusement.

### Éditions
- Robert Challe, Les Illustres Françaises, Édition nouvelle par Frédéric Deloffre et Jacques Cormier, Genève, Droz,  coll. « Textes littéraires français », n°400, 1991, 710 p.
- Robert Challe, Les Illustres Françaises, Jacques Cormier et Frédéric Deloffre éd., Paris, Librairie générale française, Le Livre de poche, coll. « Bibliothèque classique », 1996,  (ISBN 2-253-90716-2)
- Robert Challe, Les Illustres Françaises, édition critique par Jacques Cormier, postface de René Démoris, Paris, Classiques Garnier, coll. « Bibliothèque du XVIIIe siècle », 2014, 698 p.
- Les Illustres Françaises apocryphes, Jacques Cormier éd., Louvain/Paris/Walpole, MA, Peeters, 2012.

### Traductions
- The Illustrious French Lovers, A Critical Edition of Penelope Aubin’s Translation of Robert Challe’s Les Illustres Françaises, éd. Anne de Sola, Lewiston (USA)/Queenston (Canada)/Lampeter (United Kingdom), The Edwin Mellen Press, 2000, Studies in French Literature, volume 44.
- Life, Love and Laughter in the Reign of Louis XIV, a new translation of Robert Challe’s Les Illustres Françaises, par Ann Preston, Brighton, Book Guild, 2008.
- Die illustren Französinnen. Wahrheitsgetreue Geschichten, Annemarie Rahn-Gassert trad., préface de Hans Hinterhaüser, Karlsruhe, Amadis Vlg, 1965.
- Skvèlé Francouzsky, Dagmar Steinova trad., Prague, Odeon, s.d. [1980], 2 vol. Postface de Jaroslav Minàr.
- Hiroshi Matsuzaki trad., Tokio, éditions "Suisei-sha", août 2016.

### Analyses
- Henri Coulet, Le Roman jusqu'à la Révolution, Paris, Armand Colin, 1967, tome I, p. 285-290,  (ISBN 2-200-25117-3)
- Jean Mesnard dir., Précis de littérature française du xviie siècle, Paris, PUF, 1990. Sur Challe, voir 4e part., chap. IV, p. 395-399.
- Michèle Weil, Robert Challe romancier, Genève-Paris, Droz,1991.
- Jacques Popin, Poétique des Illustres Françaises, Mont-de-Marsan, éd. InterUniversitaires, 1992, deux vol.
- Jacques Chupeau, Un nouvel art du roman : techniques narratives et poésie romanesque dans Les Illustres Françaises de Robert Challe, Caen, Paradigme, 1993,  (ISBN 2-86878-093-8)
- Jacques Cormier, L'Atelier de Robert Challe, préface de Geneviève Artigas-Menant, Paris, Presses universitaires de la Sorbonne (PUPS), 2010, 667 p.
- Jacques Cormier, extrait de L'atelier de Robert Challe de Jacques Cormier, Paris, PUPS, 2010, à lire sur le site de la librairie Hérodote, notice Robert Challe, Les Illustres Françaises.